# FantasticaManía (2013)
FantasticaManía 2013 es una serie de tres eventos de lucha libre profesional producido por el Consejo Mundial de Lucha Libre y la New Japan Pro Wrestling. Tiene lugar desde el día 18 de enero hasta el 20 de enero de 2013 desde el Korakuen Hall en Bunkyō, Tokio, Japón.

## Desarrollo
Durante la edición de este año de Wrestle Kingdom en el Tokyo Dome no hubo participación de luchadores del Consejo Mundial de Lucha Libre, sin embargo, la realización de FantasticaManía en su edición 2013 no se canceló. A diferencia de años anteriores, la edición 2013 contó con 3 eventos que ocurrieron del 18 de enero al 20 de enero, todos desde el Korakuen Hall. Titán fue el primer luchador en ser anunciado para participar en el evento debido a que fue el ganador del torneo En Busca de un Ídolo. Místico II y Rey Bucanero estaban anunciados para participar en los 3 eventos, sin embargo, por lesiones sufridas cada uno, fueron sacados de las carteleras y en su lugar se incluyó a Atlantis y a Rey Escorpión.

## Resultados

### 18 de enero
- Tama Tonga & Titán derrotaron a Euforia & Okumura (08:17)[2]
  - Tonga cubrió a Euforia después de un "Headshrinker".

- Rey Escorpión, Tomohiro Ishii & Yujiro Takahashi derrotaron a Bushi, Diamante & Ryusuke Taguchi (08:29)[3]
  - Escorpión cubrió a Diamante después de un "Aguijón Mortal".

- Rush derrotó a YOSHI-HASHI (11:08)[4]
  - Rush cubrió a YOSHI-HASHI después de un "Rush Driver".